# Râul Gârlățel
Râul Gârlățel este un curs de apă, afluent al râului Olt. 